# Stretto di Davis
Lo stretto di Davis si trova tra la Groenlandia occidentale e l'isola di Baffin, nel Territorio canadese di Nunavut. A circa uno o due chilometri, la profondità delle acque dello stretto è minore che nel mare del Labrador e nella baia di Baffin. Sul suo fondale si possono riconoscere caratteristiche geologiche complesse, come catene montuose sottomarine, formatesi con la sovrapposizione delle faglie e delle piattaforme continentali nel Paleocene, circa 45-60 milioni di anni fa. 
Lo stretto è stato chiamato come l'esploratore inglese John Davis (1550-1605), che esplorò l'area mentre cercava il passaggio a nord-ovest. In questo stretto di Davis c'è una grande presenza di iceberg.